# Arandon-Passins
Arandon-Passins es una comuna nueva francesa situada en el departamento de Isère, de la región de Auvernia-Ródano-Alpes.

## Historia
Fue creada el 1 de enero de 2017, en aplicación de una resolución del prefecto de Isère de 29 de julio de 2016 con la unión de las comunas de Arandon y Passins, pasando a estar el ayuntamiento en la antigua comuna de Arandon.

## Demografía
| Gráfica de evolución demográfica de Arandon-Passins entre 1800 y 2013 |
|                                                                       |

Los datos entre 1800 y 2013 son el resultado de sumar los parciales de las dos comunas que forman la nueva comuna de Arandon-Passins, cuyos datos se han cogido de 1800 a 1999, para las comunas de Arandon y Passins de la página francesa EHESS/Cassini. Los demás datos se han cogido de la página del INSEE.

## Composición
| Comuna delegada | Código INSEE | Población (2013) | Superficie (km²) | Densidad (hab./km²) |
| --------------- | ------------ | ---------------- | ---------------- | ------------------- |
| Arandon         | 38014        | 601              | 12.22            | 49                  |
| Passins         | 38297        | 1152             | 13.92            | 83                  |